# Barbara Bursztynowicz
Barbara Bursztynowicz, född 27 januari 1954 i Bielsko-Biała, är en polsk skådespelare.